# Guatteria lucens
Guatteria lucens este o specie de plante angiosperme din genul Guatteria, familia Annonaceae, descrisă de Paul Carpenter Standley. Conform Catalogue of Life specia Guatteria lucens nu are subspecii cunoscute.